# Dingsheim
 Dingsheim (en alsacià Díngse) és un municipi francès, situat a la regió del Gran Est, al departament del Baix Rin. L'any 2005 tenia 1.274 habitants.
Forma part del cantó de Bouxwiller, del districte de Saverne i de la Comunitat de comunes del Kochersberg.

## Demografia
| 1962 | 1968 | 1975  | 1982  | 1990  | 1999  |
| ---- | ---- | ----- | ----- | ----- | ----- |
| 377  | 430  | 1.238 | 1.210 | 1.093 | 1.070 |

## Administració
| Període | Identitat         | Partit |
| ------- | ----------------- | ------ |
| 2001-   | Claude Unterstock |        |